# 富山邨
富山邨（英語：Fu Shan Estate）是香港的一個公共屋邨，位於九龍斧山豐盛街2號，名稱從「斧山」雅化而來，佔地逾2.16公頃。屋邨的前身部份是1960年代初搬遷的牛房和1975年清拆的染廠。該邨項目編號為UR02（富仁樓、富信樓及富禮樓）及WT04（富暉樓），富仁樓、富信樓及富禮樓採用前屋宇建設委員會標準規格設計，其中富仁樓及富信樓採用60至70年代的舊式標準A型單位設計，富禮樓採用15平方米單位的特別設計。而富暉樓則採用非標準設計大廈設計、由房屋署總建築師（5）進行總體設計，細部設計則委託周林建築師有限公司作詳細設計，由瑞安建業有限公司承建，而整個富山邨則由領先管理有限公司負責物業管理。富山邨鄰近蒲崗村道鑽石山火葬場，截至2021年6月30日，約有2300戶﹐人口有5800人。
在富信樓近嘉德麗幼稚園的位置，有一條有蓋行人天橋連接該邨及瓊山苑。
邨內的基心小學已經被拆卸，並重建為富暉樓和兩所特殊幼兒中心、一所長者中心，並於2020年初落成。由於香港爆發新型肺炎，引致房署公務員須兩度居家工作，而在復工後樓宇已經竣工，需盡快派出單位。所以富暉樓單位於同年5月29日起開始直接編配單位予公屋輪候冊人士，並隨即入伙，屬新建公屋中罕見。

## 屋邨資料

### 樓宇
| 樓宇名稱（座號） | 樓宇類型                        | 落成年份 | 樓宇層數 （住宅層數） | 每層伙數                                            | 每座單位數目（伙） | 建築師                                   | 承建商           | 提供升降機的廠商 （更換前） | 提供升降機的廠商 （更換後） |
| ---------------- | ------------------------------- | -------- | --------------------- | --------------------------------------------------- | ------------------ | ---------------------------------------- | ---------------- | --------------------------- | --------------------------- |
| 富仁樓（第1座）  | 舊長型 （中央走廊式）           | 1978年   | 23 （20）             | 34                                                  | 680                | 屋宇建設委員會建築師                     | 均利建築有限公司 | 東洋                        | 安力 （ANLEV）              |
| 富信樓（第2座）  | 舊長型 （中央走廊式）           | 1978年   | 22 （20）             | 34（其餘樓層） 32（2樓）                            | 678                | 屋宇建設委員會建築師                     | 均利建築有限公司 | 東洋                        | 安力 （ANLEV）              |
| 富禮樓（第3座）  | 舊長型 （中央走廊式，特別設計） | 1978年   | 9 （6）               | 44                                                  | 264                | 屋宇建設委員會建築師                     | 均利建築有限公司 | 乘賓（SABIEM）              | 東芝                        |
| 富暉樓（第4座）  | 非標準設計大廈 （Y型）          | 2020年   | 36 （2-35樓）         | 23（2-28樓） 21（29-31樓） 19（32樓） 17（33-35樓） | 754                | 房屋署總建築師（5）、 周林建築師有限公司 | 瑞安建業有限公司 | 蒂森克虜伯                  | 不適用                      |

#### 富暉樓設施

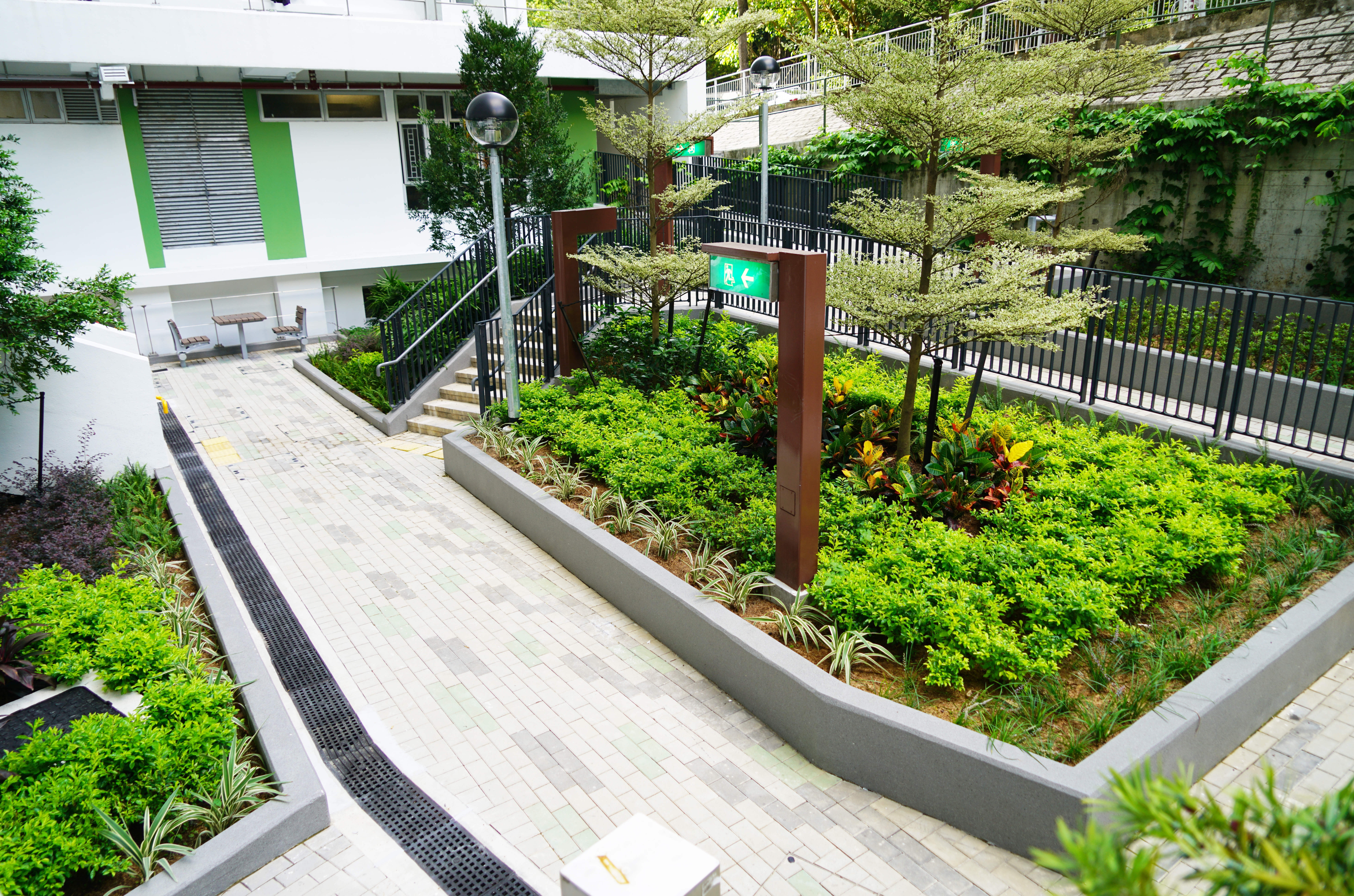
棋枱及園景
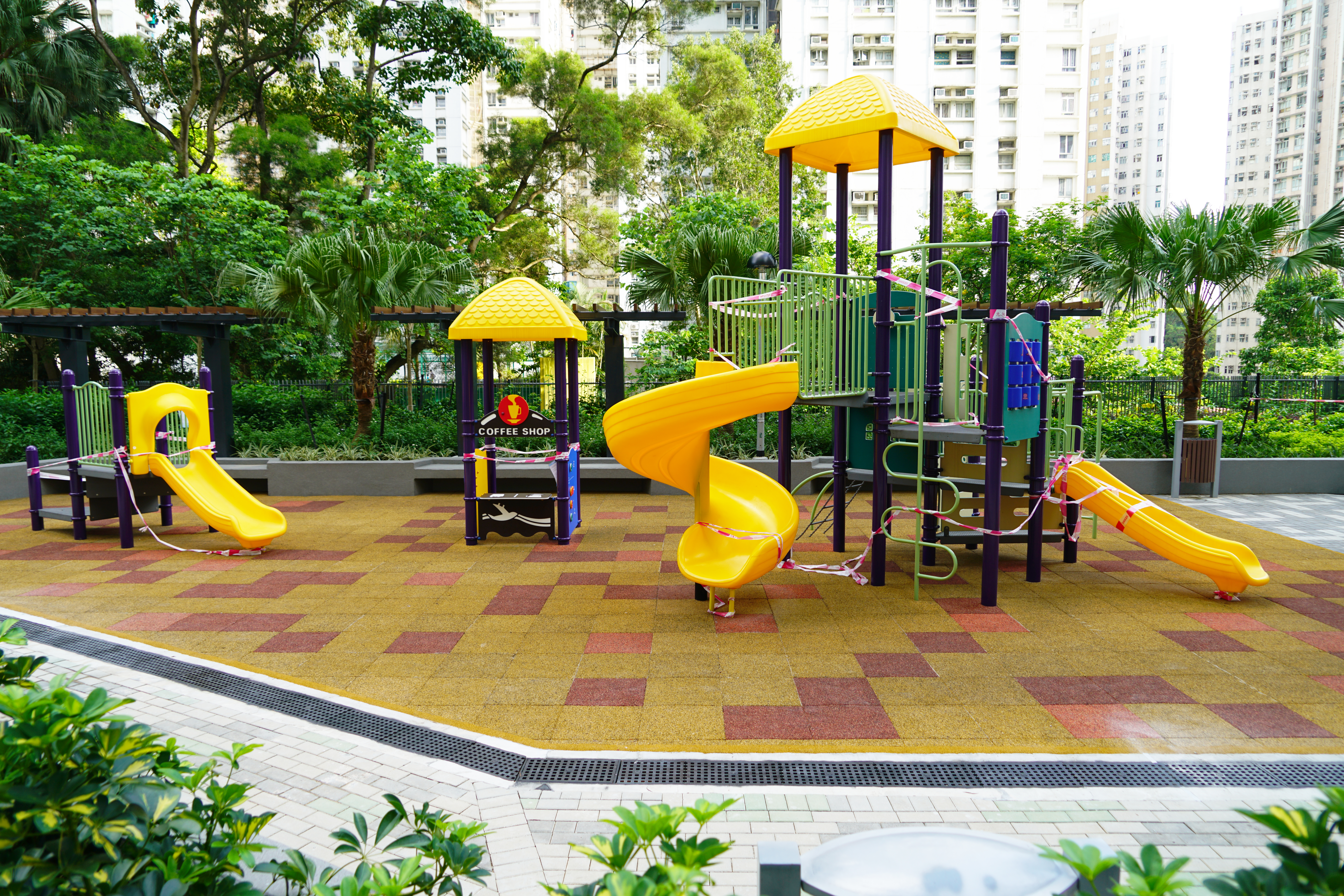
兒童遊樂場
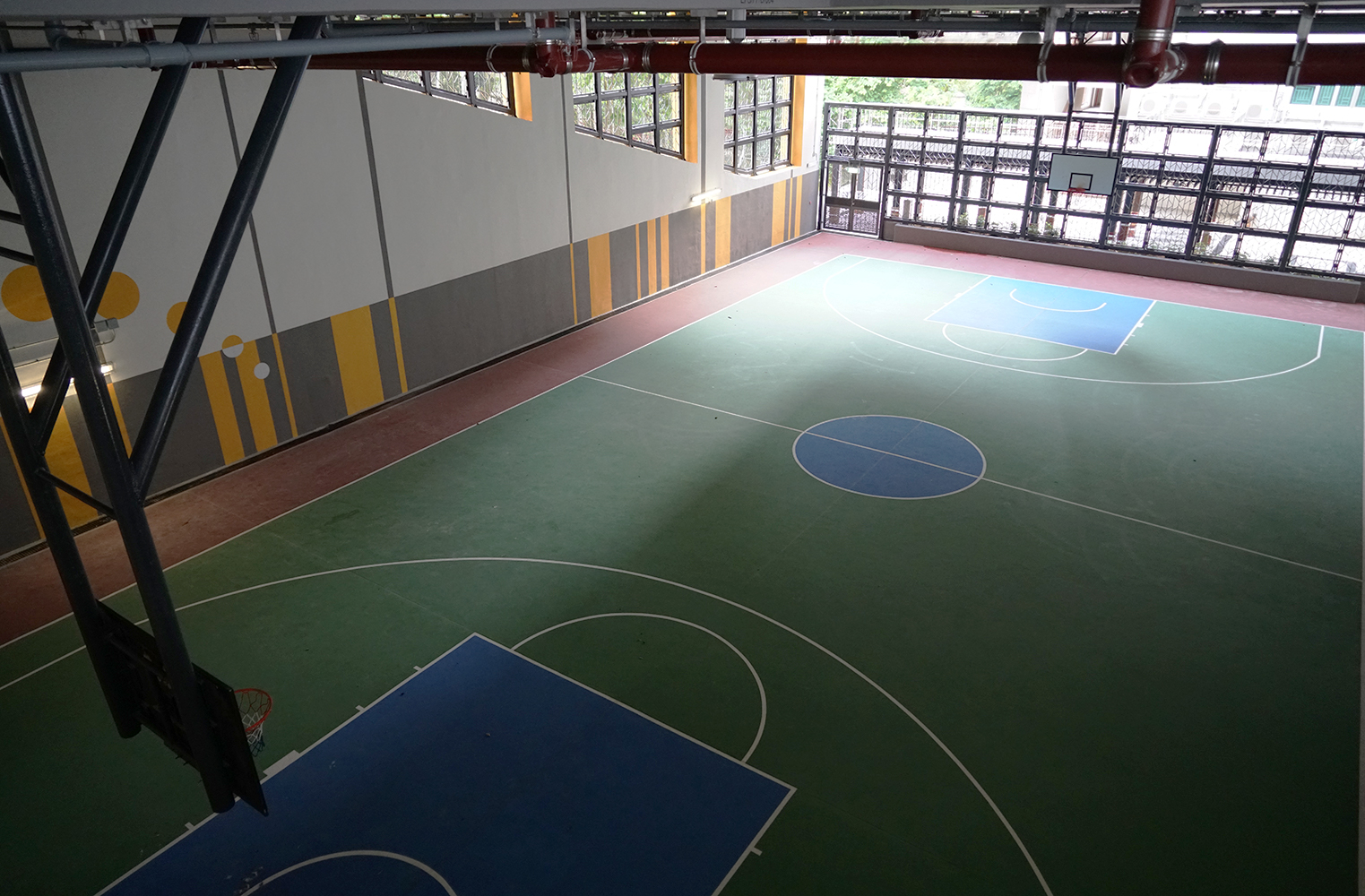
籃球場
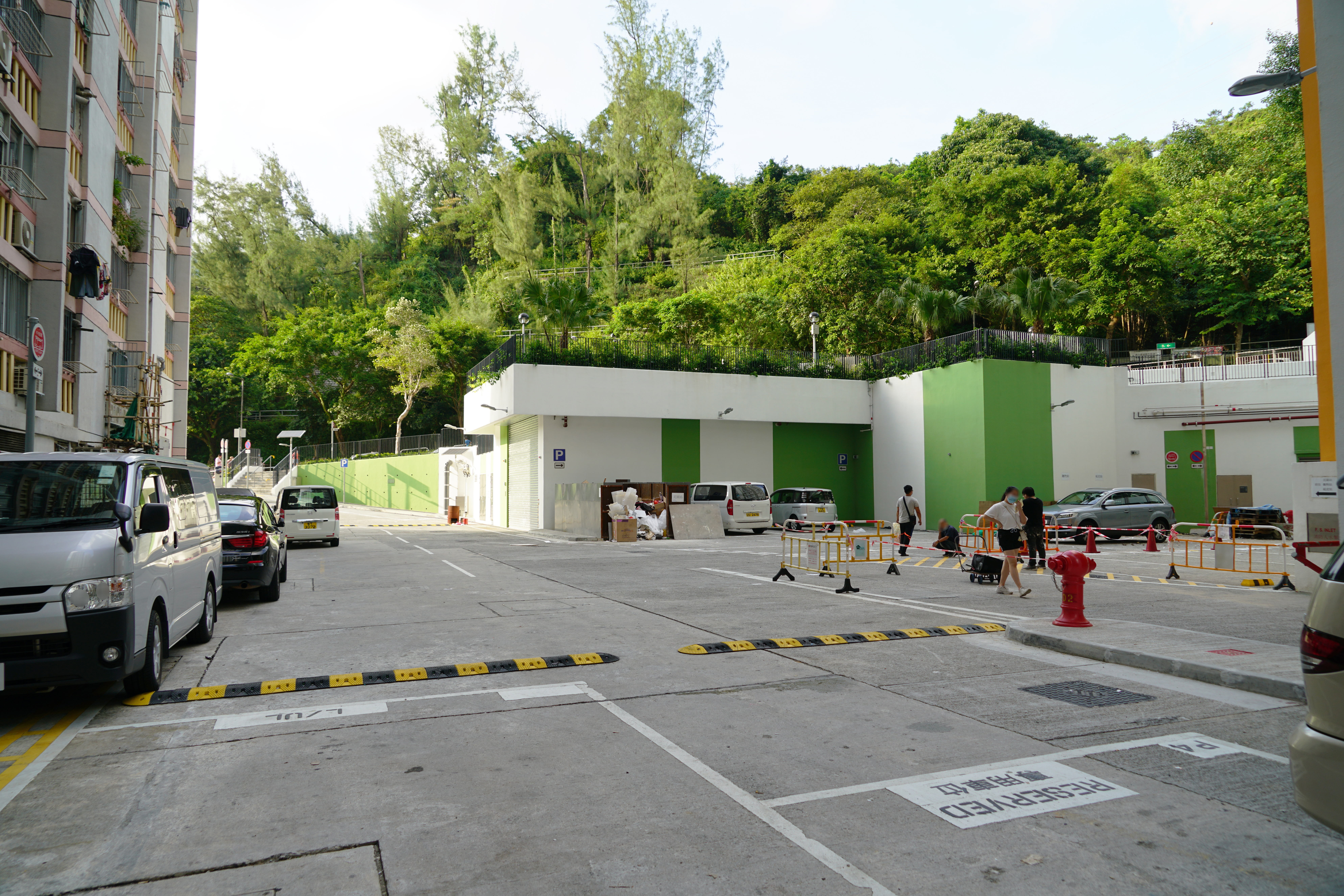
停車場
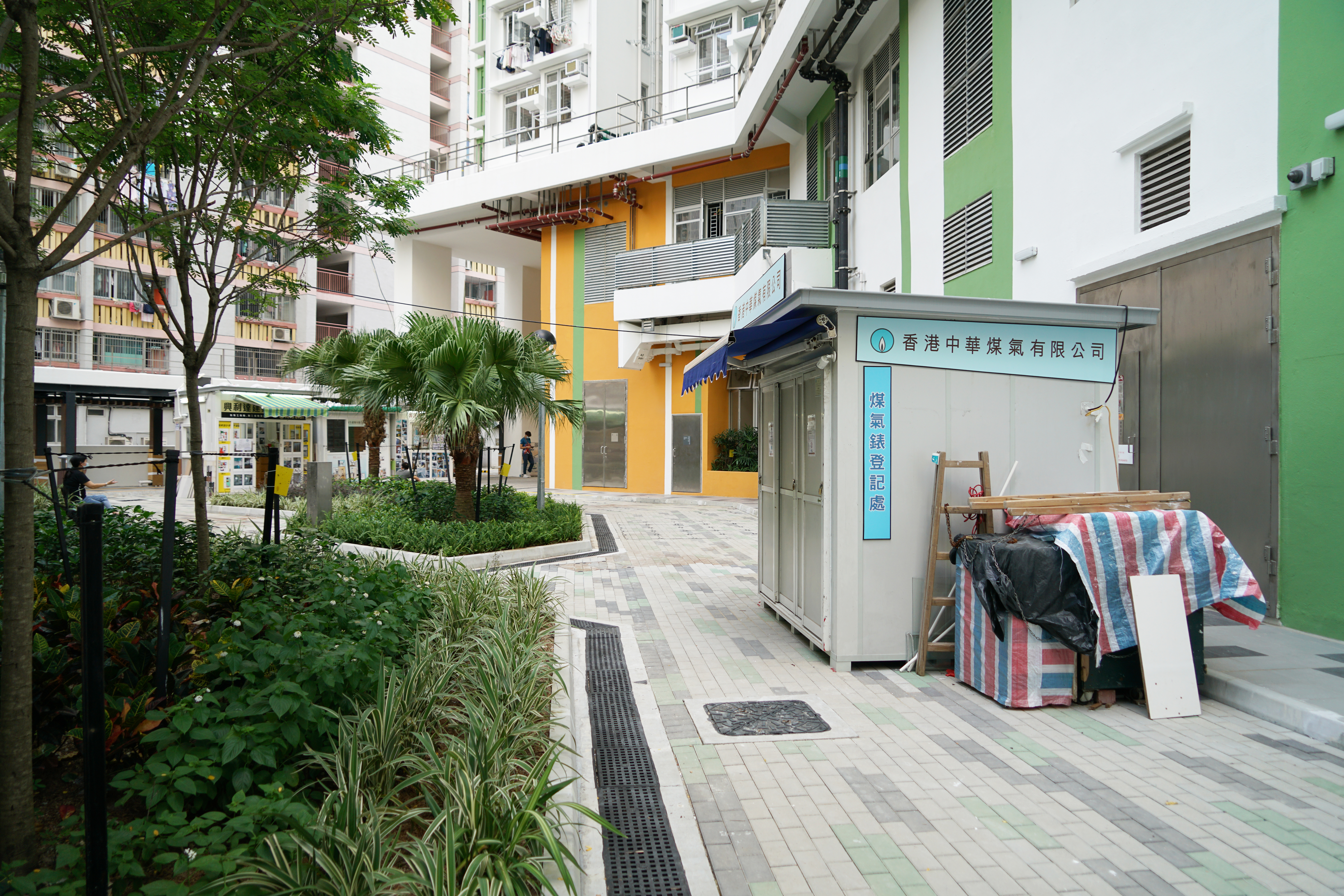
裝修承辦商（入伙初期運作）

### 地舖
截至2024年10月，富山邨內有以下地舖：
| 樓宇名稱 | 地舖名稱                                   | 類別             |
| -------- | ------------------------------------------ | ---------------- |
| 富仁樓   | 腦行家電腦中心                             | 電腦店           |
| 富仁樓   | 心匠室內設計工程有限公司                   | 設計工程         |
| 富仁樓   | 裕昌隆                                     | 糧油雜貨店及士多 |
| 富仁樓   | 壽比南中西藥行                             | 中西藥店         |
| 富仁樓   | 日本城                                     | 家居用品店       |
| 富仁樓   | 東方中西藥行                               | 中西藥店         |
| 富仁樓   | 承恩中醫診所                               | 中醫診所         |
| 富仁樓   | N1速剪專門店                               | 理髮店           |
| 富仁樓   | 新偶像髮型                                 | 理髮店           |
| 富仁樓   | 立賢教育中心                               | 興趣班           |
| 富仁樓   | 榮輝電業                                   | 電器店           |
| 富仁樓   | 7-Eleven                                   | 24小時便利店     |
| 富仁樓   | 恒昌五金                                   | 五金店           |
| 富仁樓   | 大一文具                                   | 文具店           |
| 富仁樓   | 瓊富區居民促進會                           | 政治團體         |
| 富仁樓   | 富山公共圖書館                             | 圖書館           |
| 富仁樓   | 759阿信屋                                  | 零食             |
| 富仁樓   | 大快活                                     | 快餐店           |
| 富仁樓   | 萬寧                                       | 個人護理用品店   |
| 富禮樓   | 富苑金閣                                   | 酒樓             |
| 富禮樓   | 義興粥粉麵茶餐廳                           | 茶餐廳           |
| 富禮樓   | 林園餐廳                                   | 茶餐廳及麵包店   |
| 富禮樓   | 惠康                                       | 超級市場         |
| 富禮樓   | 富山平安福音堂                             | 宗教團體         |
| 富禮樓   | 嗇色園主辦可富耆英鄰舍中心                 | 社區中心         |
| 富信樓   | 德苗教育中心                               | 興趣班           |
| 富信樓   | Circle K                                   | 24小時便利店     |
| 富信樓   | 嘉盛自助市場                               | 士多             |
| 富信樓   | 富山邨綜合醫務所（眼科專科中心）           | 醫務所           |
| 富信樓   | 城市洗衣屋                                 | 洗衣及乾衣店     |
| 富信樓   | 富山居民協會                               | 政治團體         |
| 富信樓   | 富山郵政局                                 | 郵政局           |
| 富信樓   | 基督教宣道會富山幼兒學校                   | 幼稚園           |
| 富信樓   | 香港遊樂場協會賽馬會瓊富青少年綜合服務中心 | 社區中心         |

#### 地舖變遷
＊注：以下店舖均已結業。
| 樓宇名稱 | 地舖名稱                 | 類別             |
| -------- | ------------------------ | ---------------- |
| 富仁樓   | 知新文具公司             | 文具及玩具店     |
| 富仁樓   | 泰發廣                   | 糧油雜貨店及士多 |
| 富仁樓   | 三褲屋百貨               | 服裝店           |
| 富仁樓   | 循理會賜恩堂富山邨自修室 | 教會及自修室     |
| 富仁樓   | 富麗家庭用品             | 家居用品店       |
| 富仁樓   | 富山美髮中心             | 上海理髮店       |
| 富仁樓   | 八蚊第指店               | 家居用品店       |
| 富仁樓   | 應利玩具公司             | 文具及玩具店     |
| 富仁樓   | UNICON Stationery        | 文具店           |
| 富仁樓   | 五十嵐日本料理           | 日本料理         |
| 富仁樓   | 富山傢俬裝飾公司         | 傢俬店           |
| 富仁樓   | 富山誌                   | 文具店           |
| 富仁樓   | 張記                     | 電器店           |
| 富仁樓   | 英俊印尼商店             | 雜貨店           |
| 富信樓   | 陳秋帆議員辦事處         | 議員辦事處       |
| 富信樓   | 莫嘉嫻議員辦事處         | 議員辦事處       |
| 富信樓   | 西醫李堯庚               | 西醫             |
| 富信樓   | *加德麗幼稚園            | 幼稚園           |
| 富禮樓   | 富山超級市場             | 超級市場         |
| 富禮樓   | 富華酒樓                 | 酒樓             |

## 屋邨設施

### 幼稚園
- 基督教宣道會富山幼兒學校（1983年創辦）（位於富信樓地庫1層1-6號）

已結束
- 嘉德麗幼稚園（富山）（前身為富山幼稚園）（2011年創辦，收生不足2020年殺校）（位於富信樓4號地下）

### 小學
已結束
- 聖公會基心小學（由橫頭磡徙置區遷入，因收生不足而於2010年遭「殺校」，用地曾為置安心房屋計劃選址，計劃終止後改為興建現今的富暉樓）[15]

### 服務中心
- 香港遊樂場協會賽馬會瓊富青少年綜合服務中心（位於富信樓地庫一層7-12號）

### 鄰舍中心
- 嗇色園主辦可富耆英鄰舍中心（位於富禮樓地庫一層）

### 安老院
- 東華三院何東安老院（位於富仁樓二樓）

### 其他
- 香港公共圖書館 - 富山公共圖書館（位於富仁樓地庫一層1 - 4 號單位）
- 富山平安福音堂（位於富禮樓地庫二層1-2號）
- 樂耕園（位於富信樓地庫二層 7 號室）

## 屋邨工程
2007年，政府在富山邨街市大樓天台，進行總面積達914平方米的天台綠化工程。

## 圖片庫

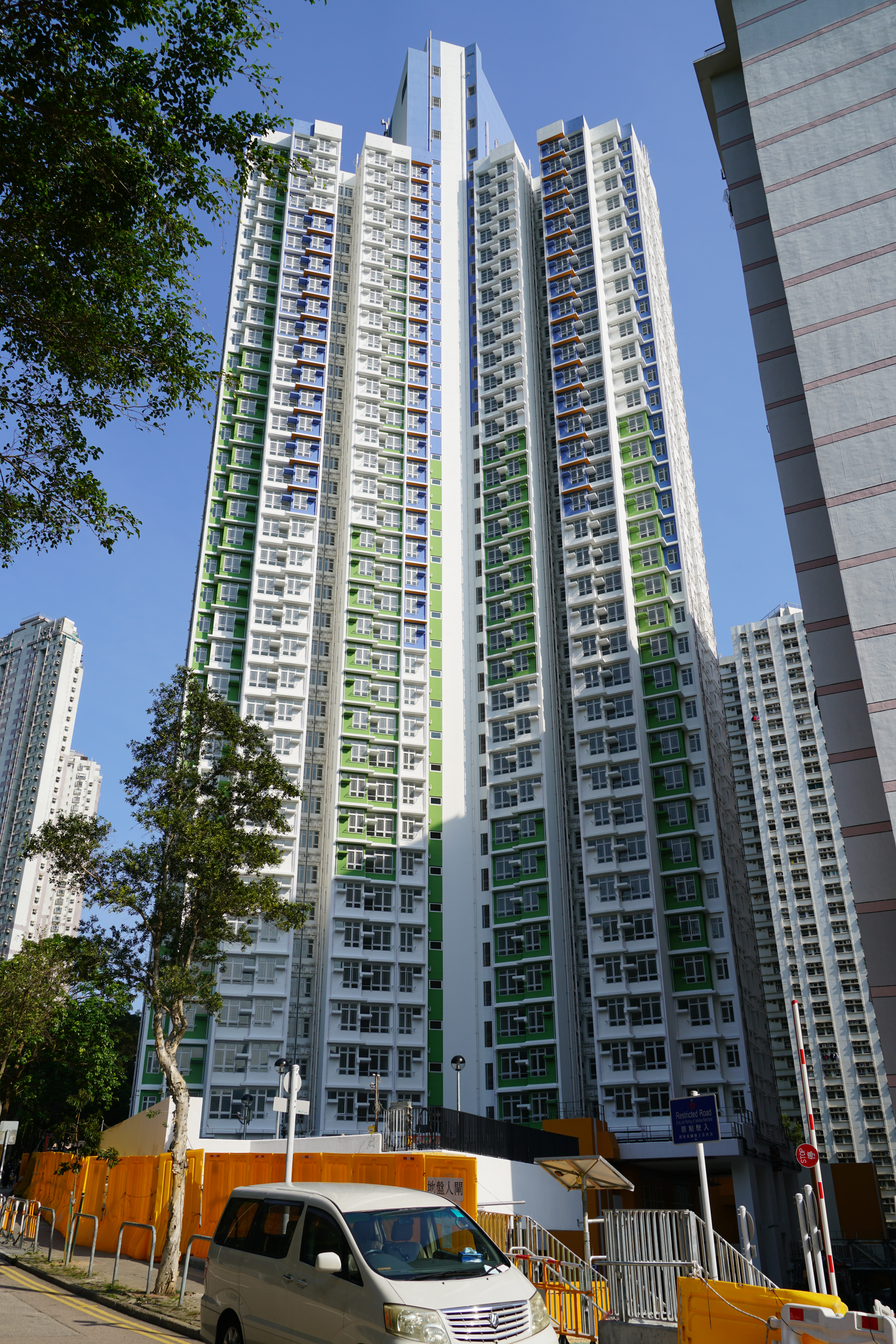
入伙前的富暉樓 （2020年1月）
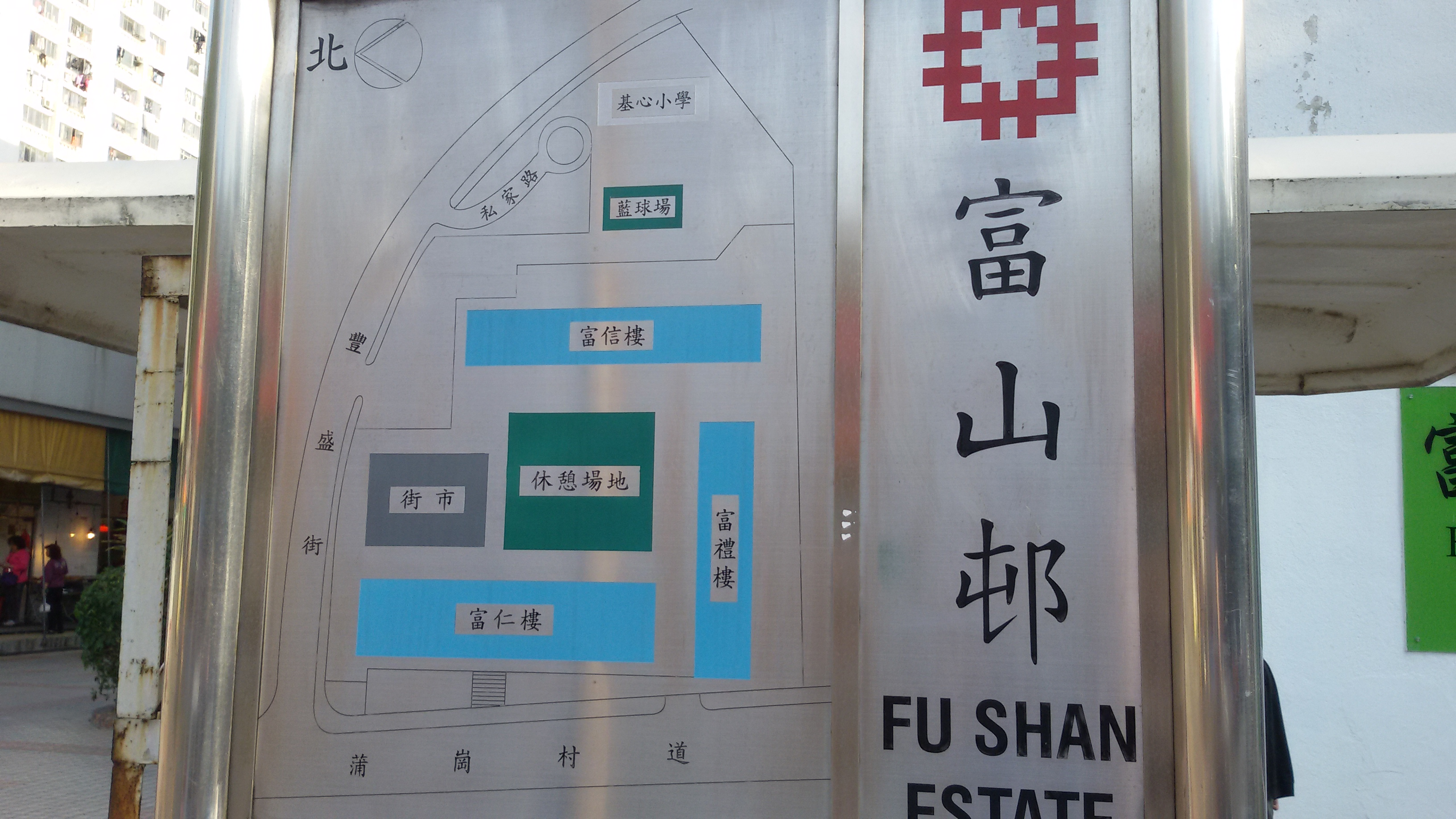
富山邨樓宇位置圖（2015年3月）
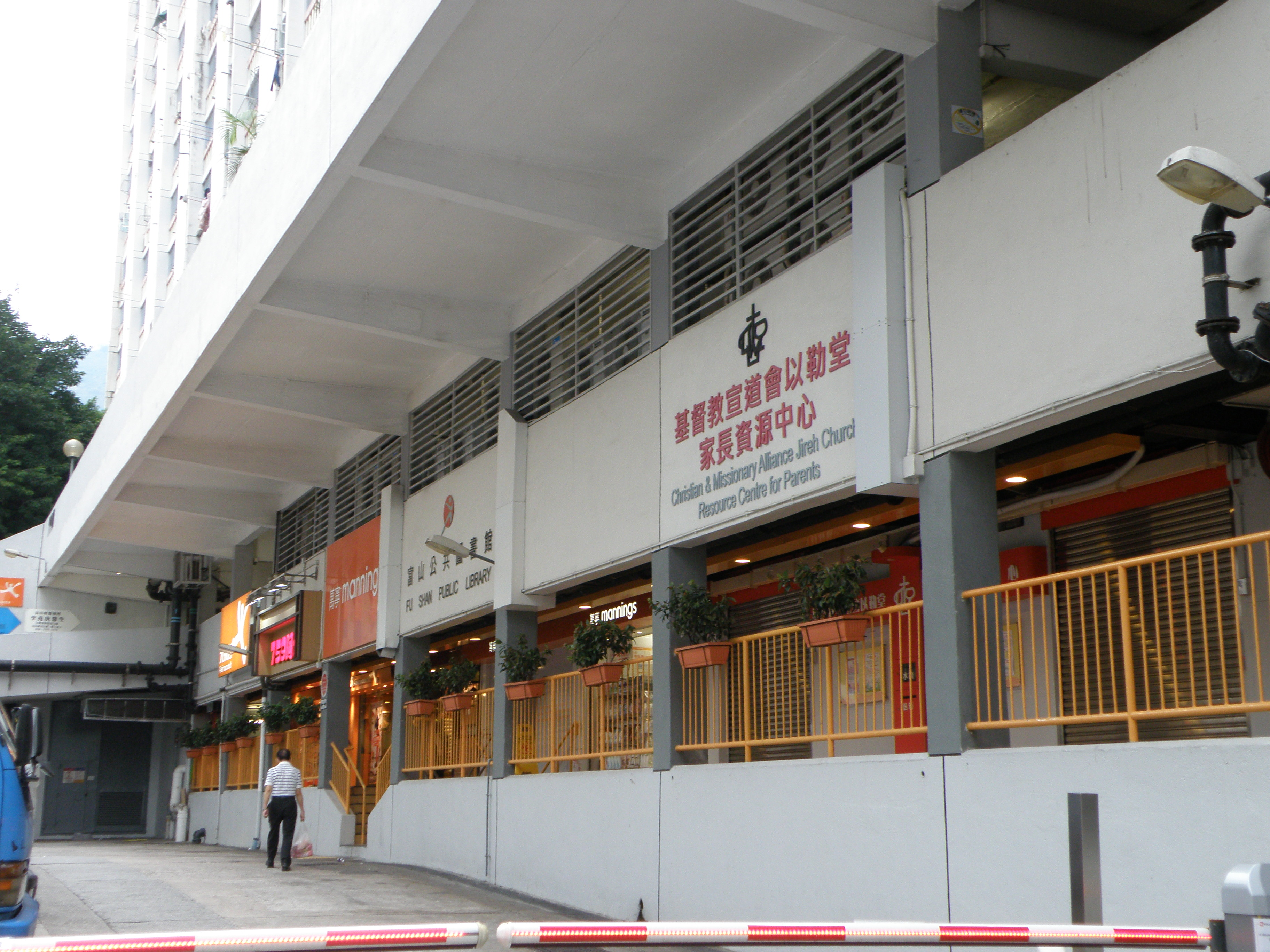
富仁樓地面商舖
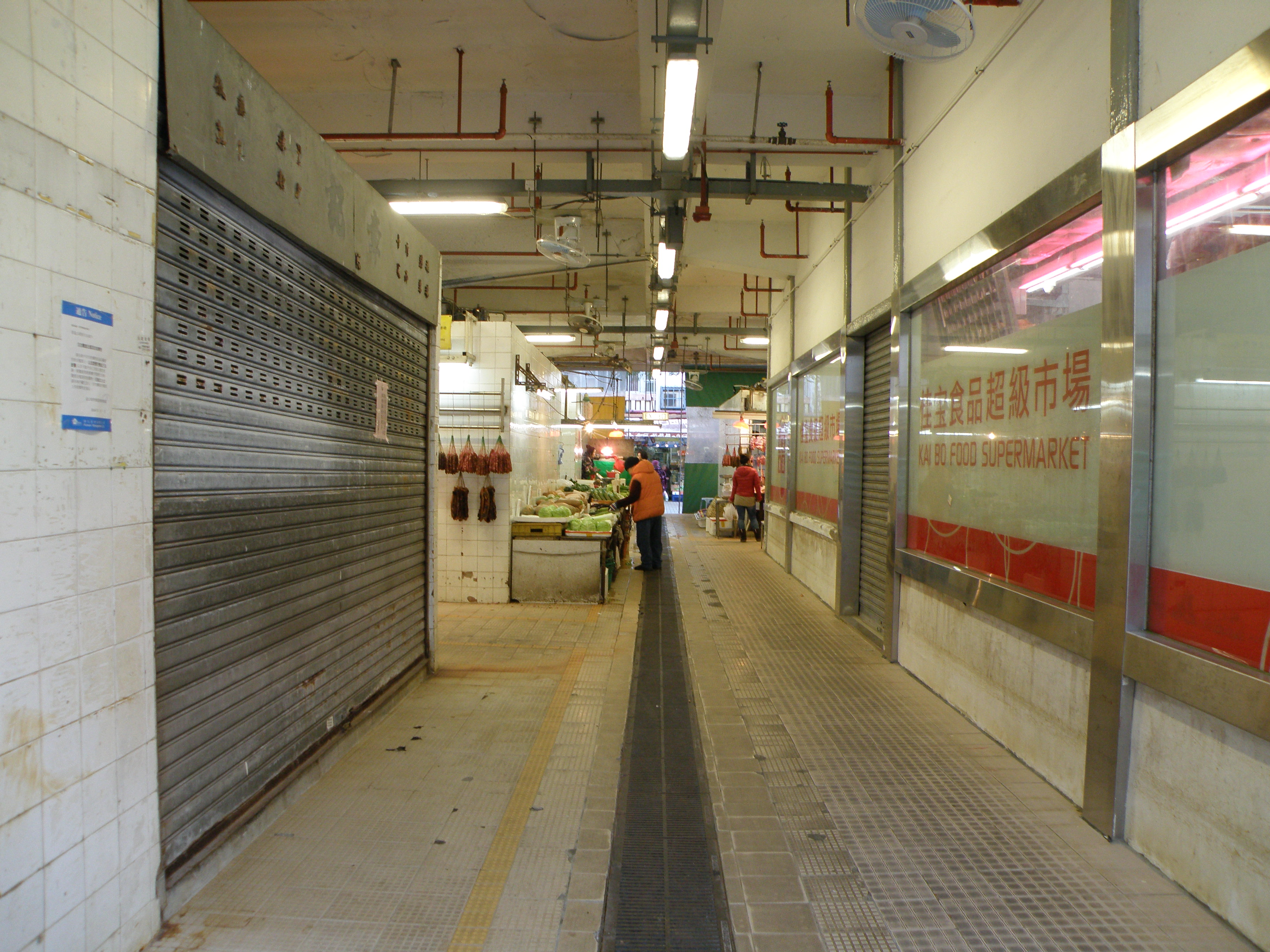
富山街市
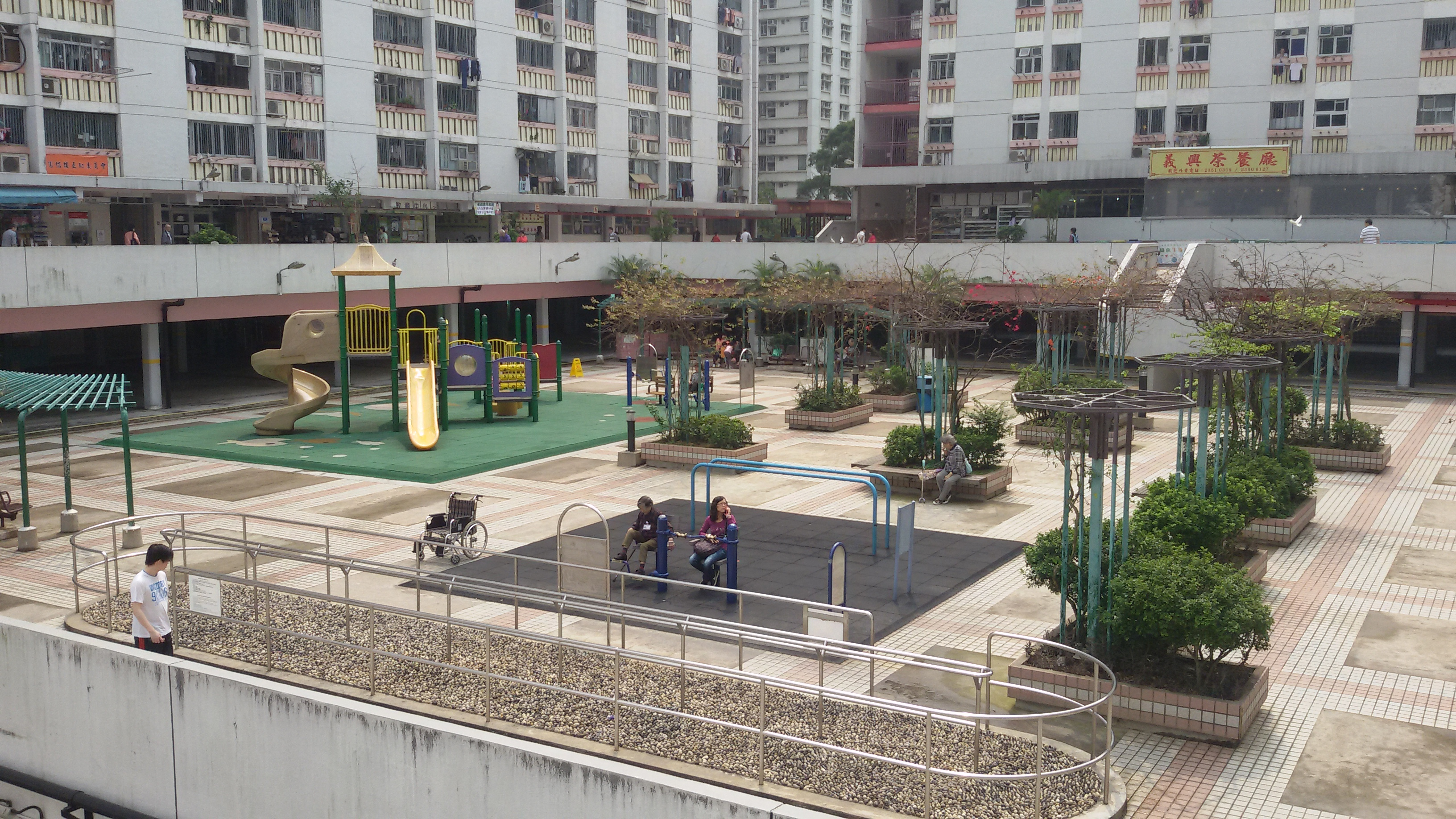
富山邨公園
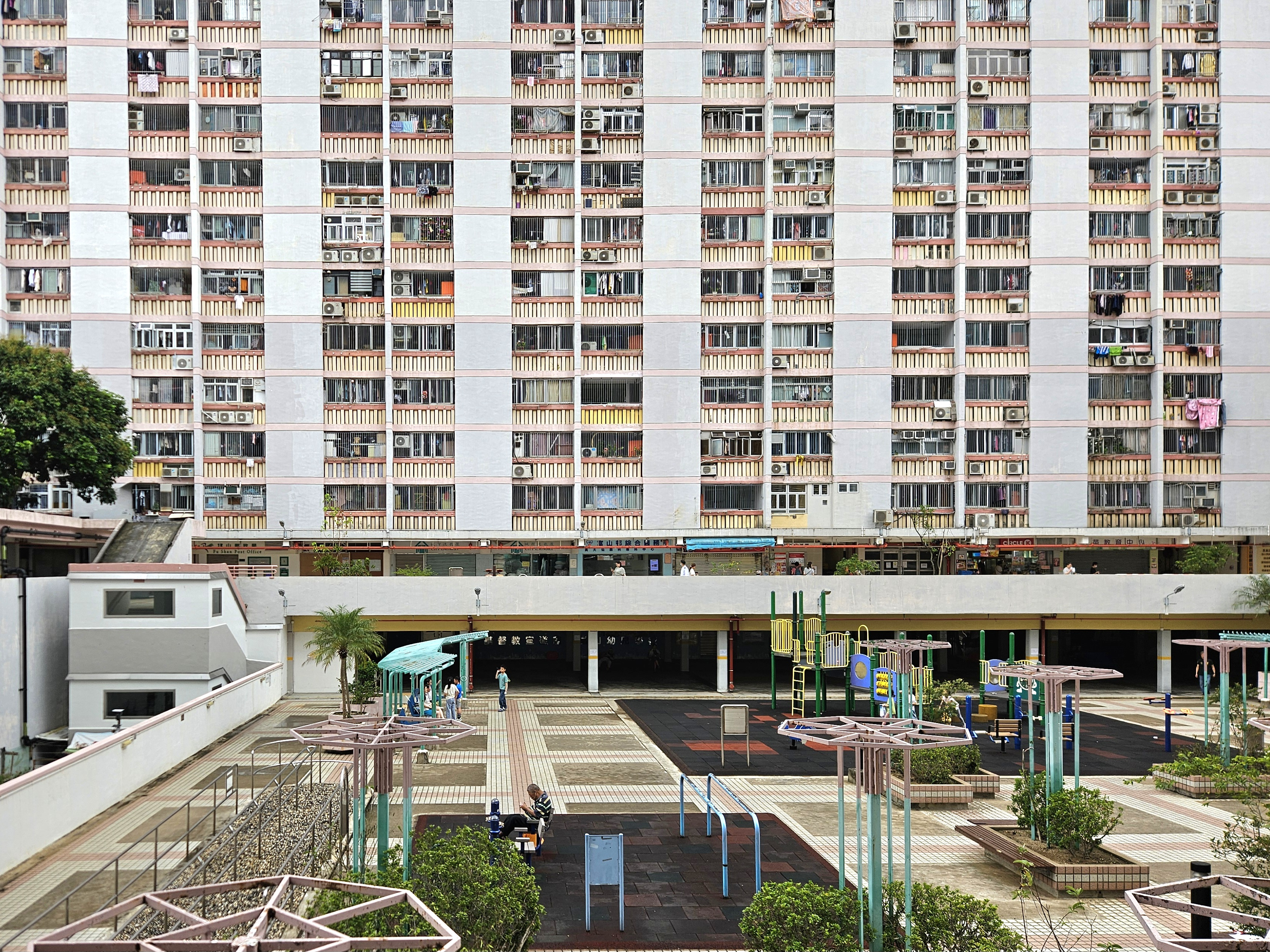
富山邨公園
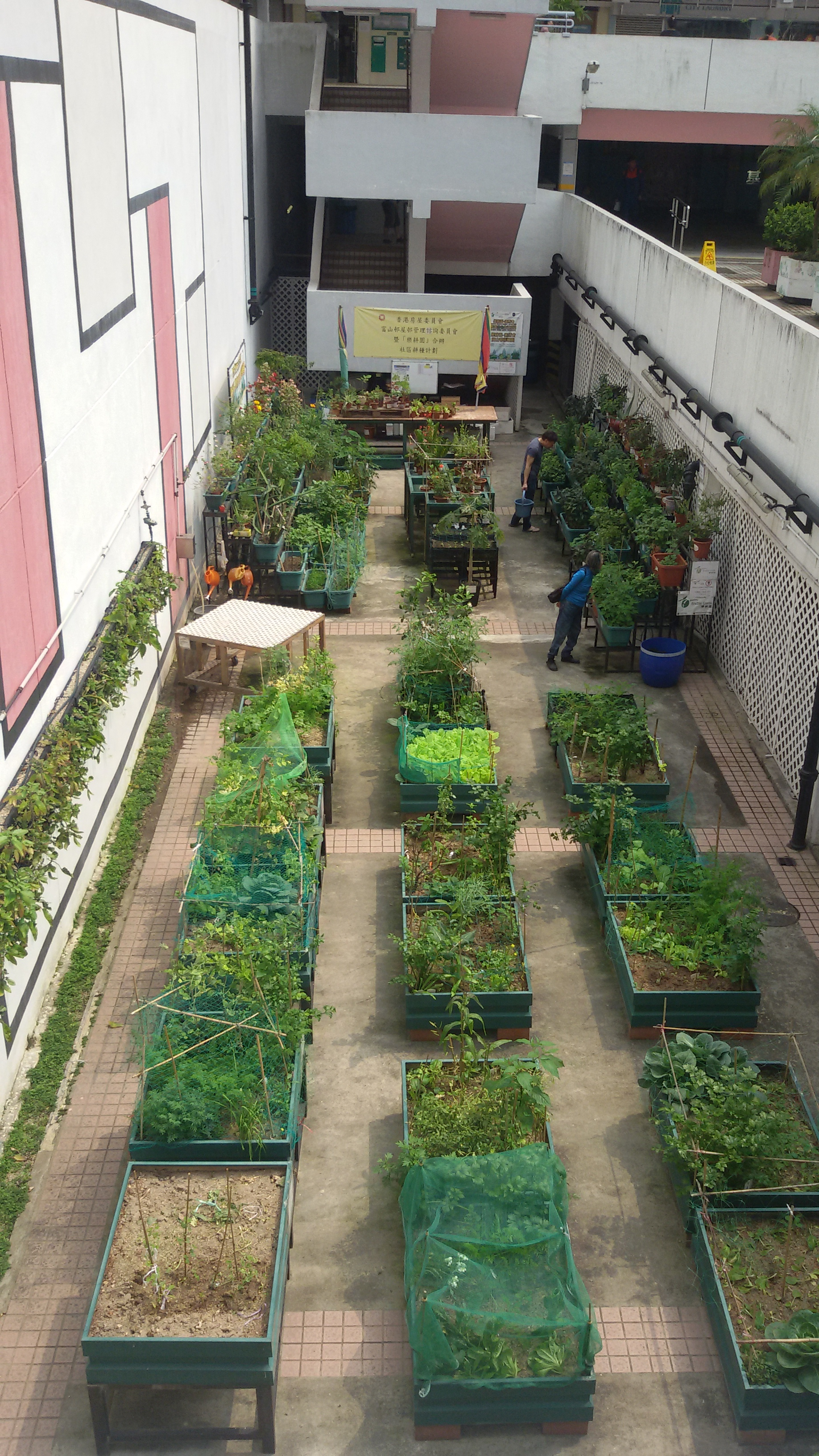
富山邨公園下層的小型農圃

### 富暉樓在興建期間的圖片庫

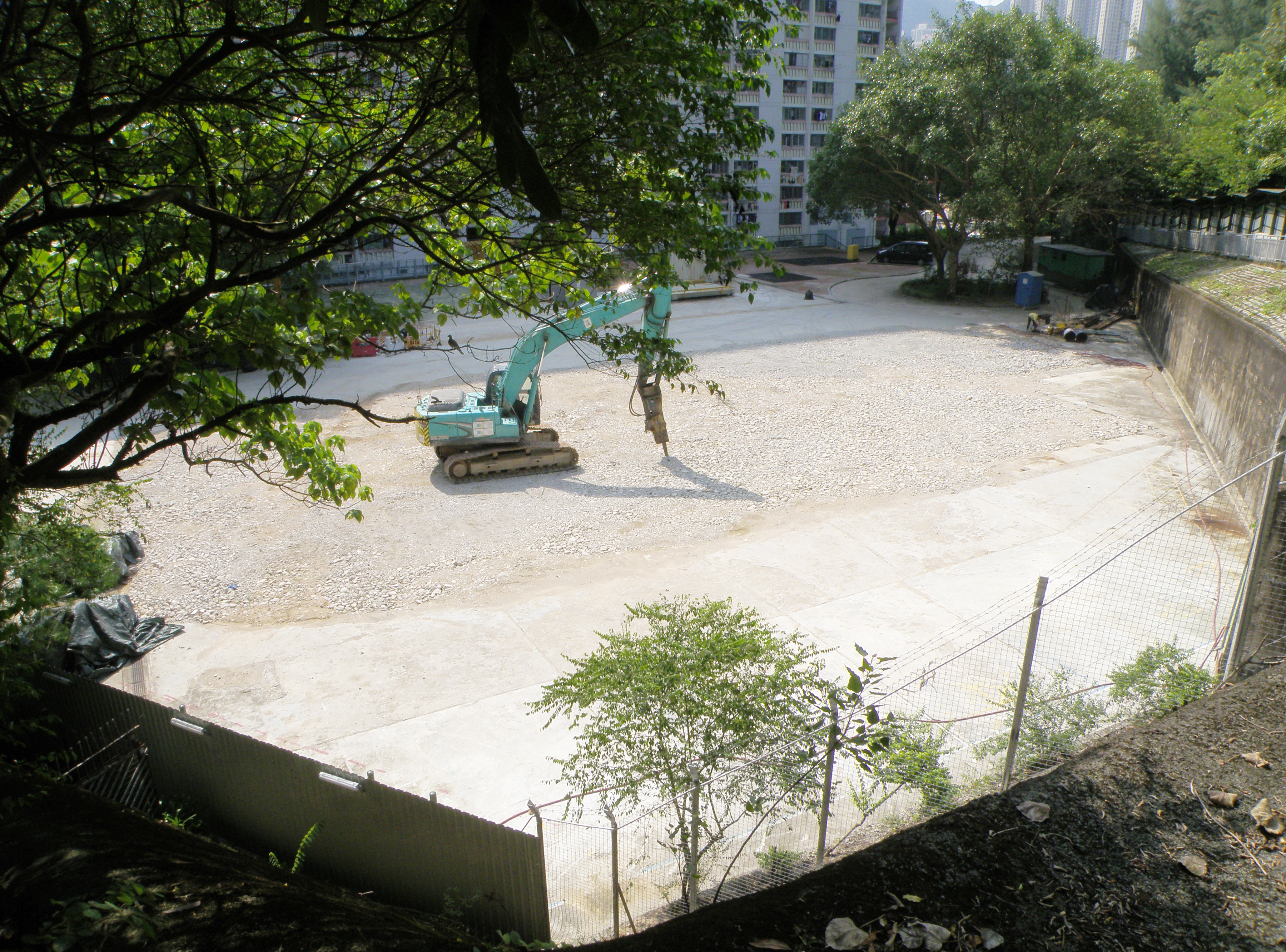
小學校舍拆卸後（2015年9月）
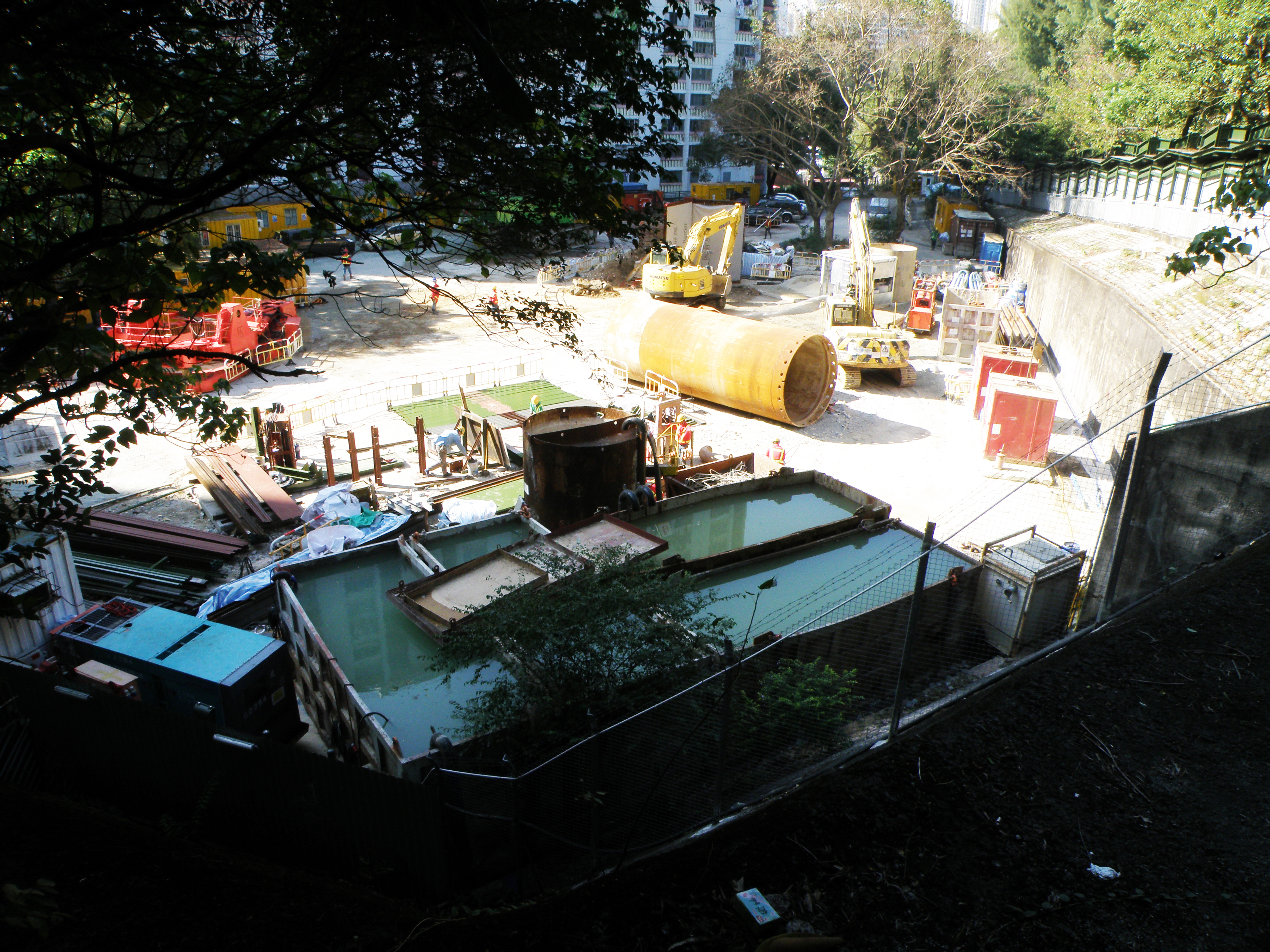
前期土地平整及地基工程（2015年12月）
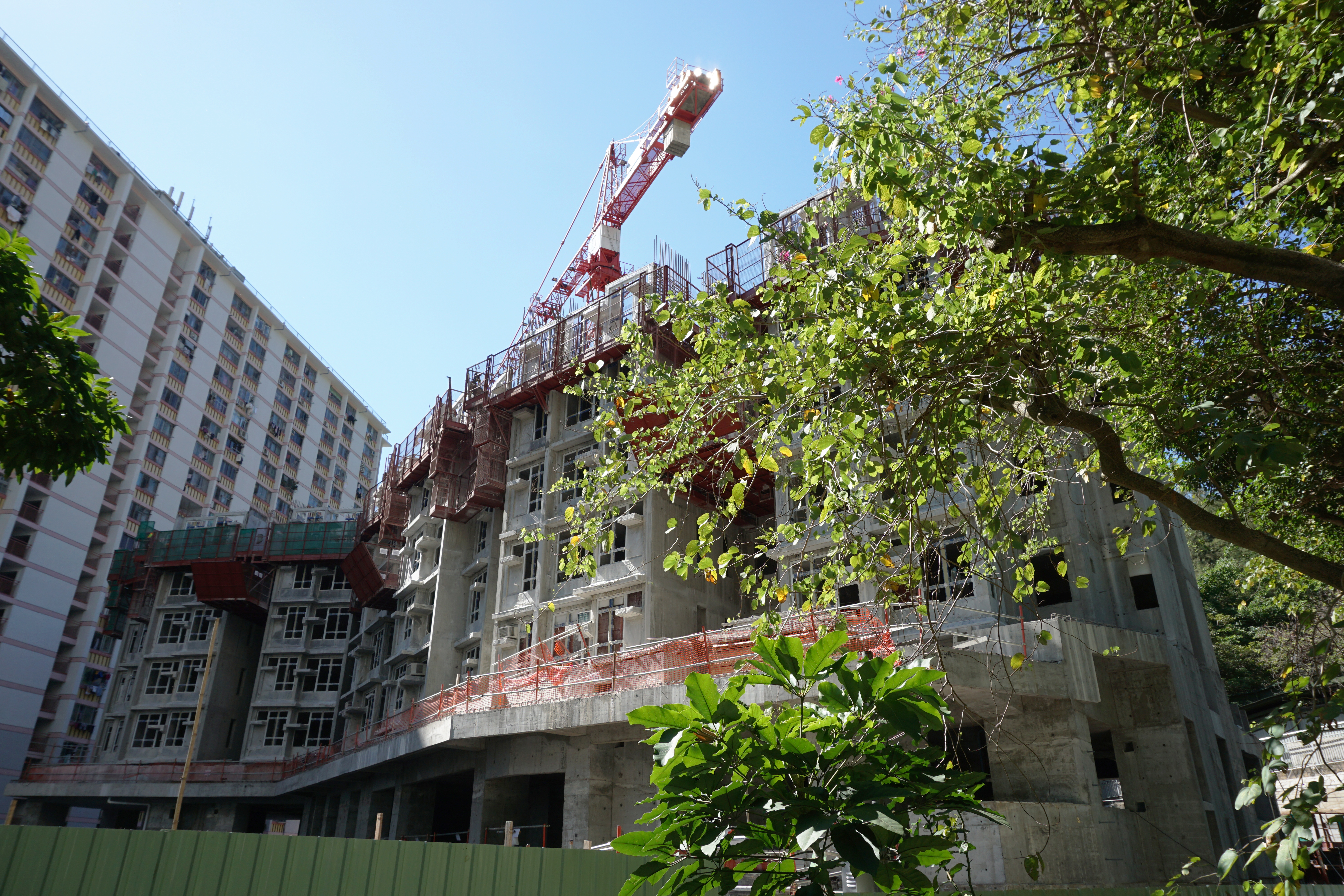
興建中（2018年5月）
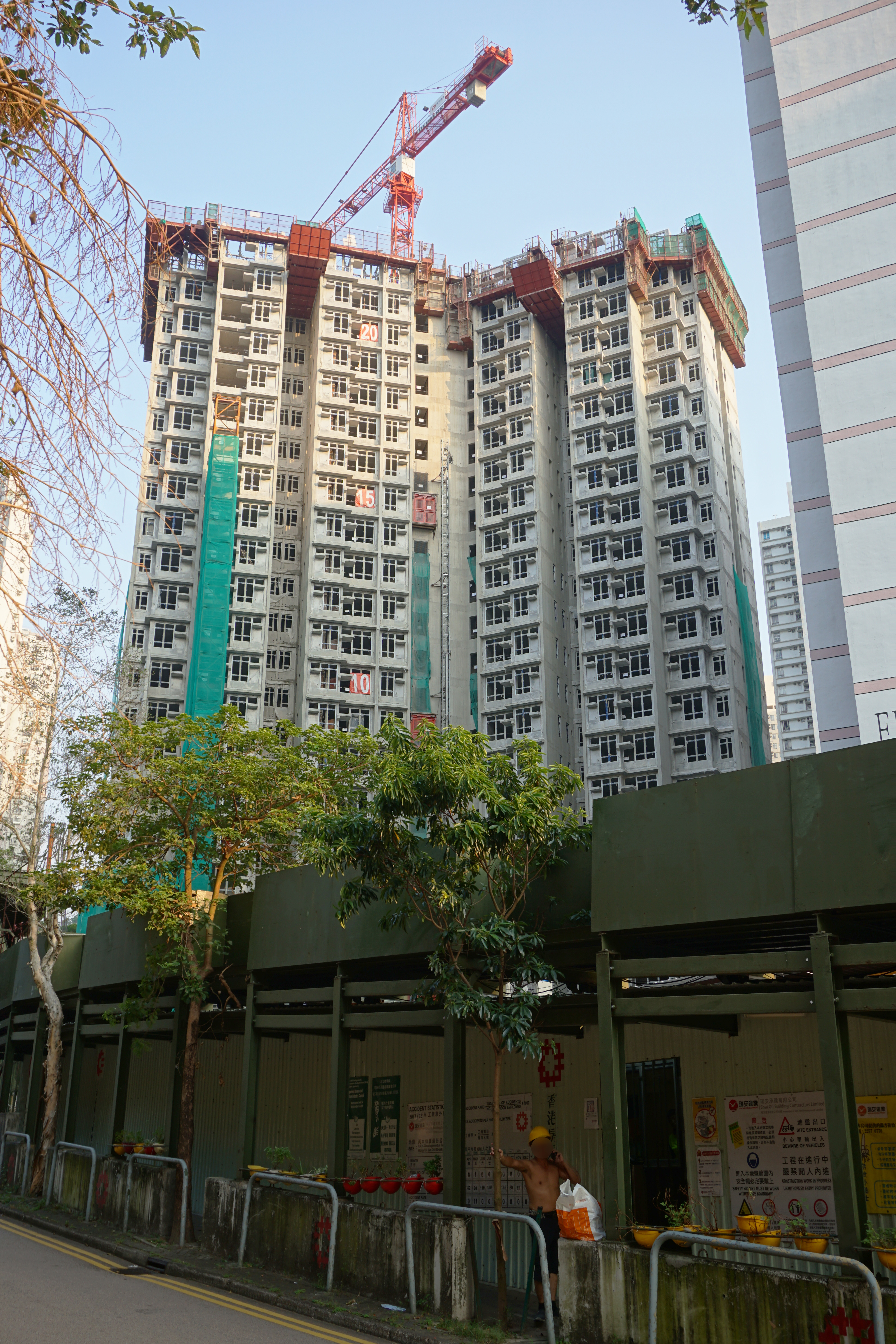
興建中（2018年10月）
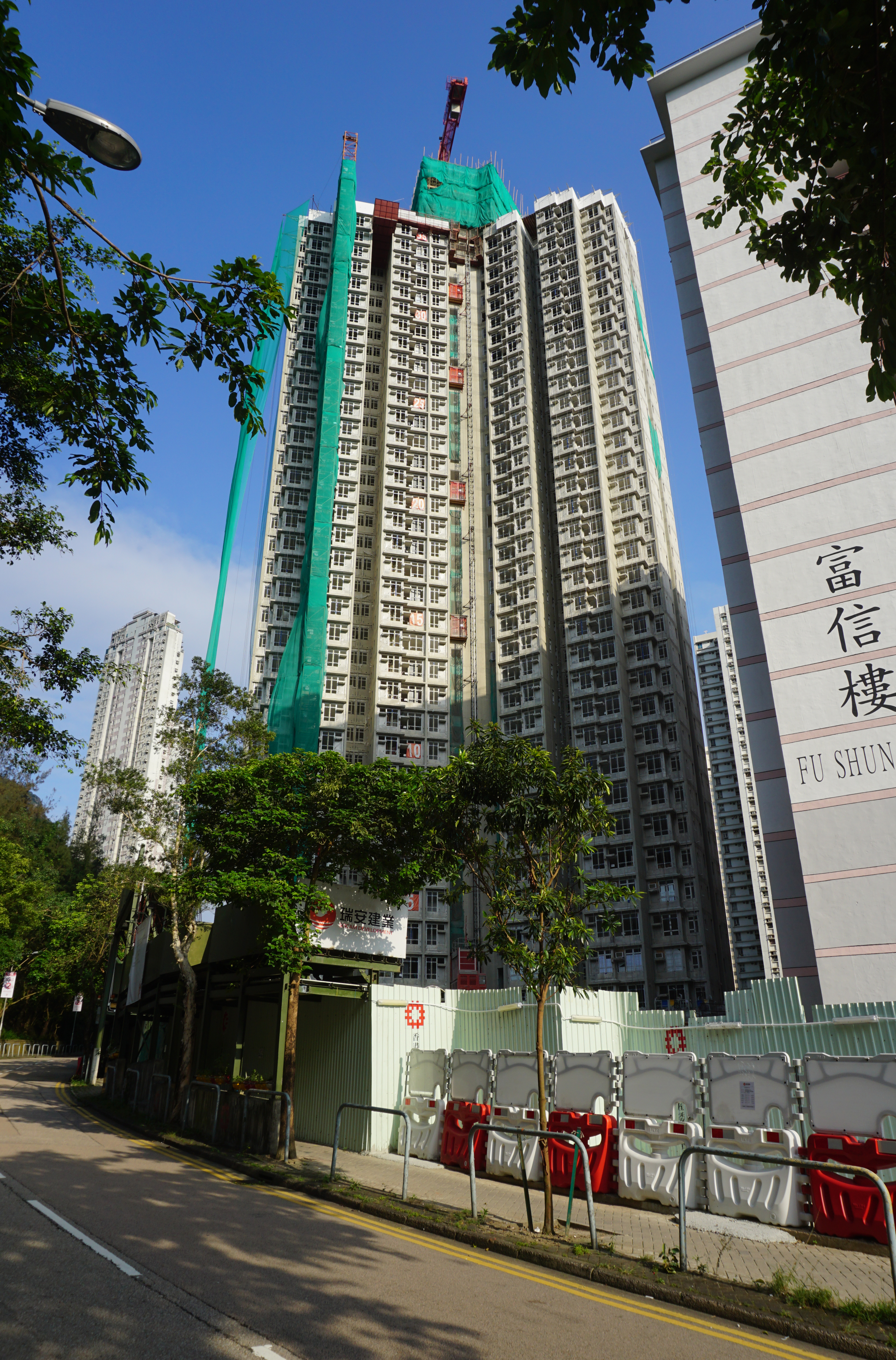
平頂後（2019年5月）

## 著名居民
- 陳小春：香港藝人、男歌手、演員，曾與家人住在富仁樓[17]。

## 事件

### 防暴警察在邨內驅散事件
2020年2月12日晚上8時，有網民發起黃大仙「斧山一日遊」行動，反對東九龍普通科門診診所作指定診所。近百人之後沿斧山道前往診所期間被警員攔截，並舉起藍旗，警告遊行人士參與未經通知的遊行。之後有人用磚頭、垃圾桶、木板等雜物堵塞蒲崗村道，警員到場清理。到晚上10時許，大批防暴警員進入富山邨平台以及富仁樓、富信樓住所範圍內搜查多名市民。事件至少5名男子拘捕，包括黃大仙區議員尤漢邦。警方行動期間也多次阻礙現場記者拍攝，並出手遮擋《立場新聞》記者鏡頭。其後有便衣警員揶揄記者是「20蚊記者」、「未讀完書」。

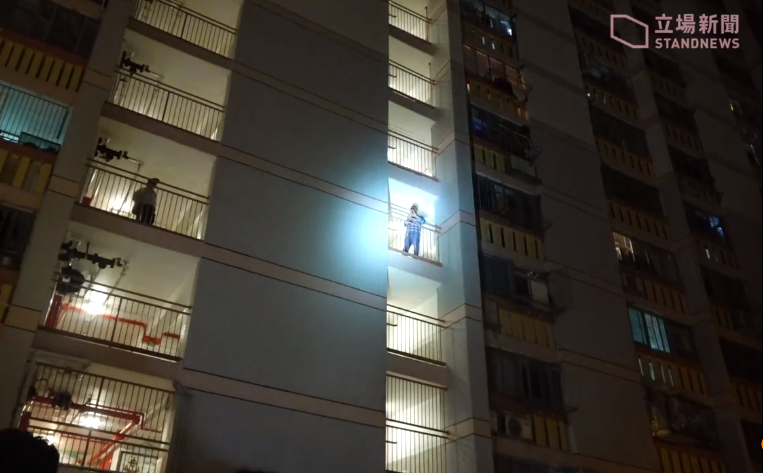
防暴警察用射燈照向圍觀的居民
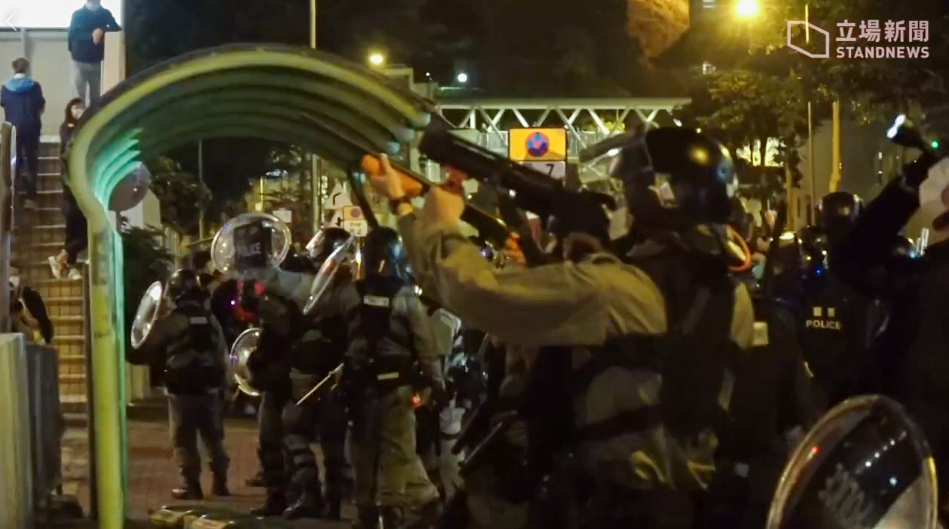
防暴警察向圍觀的居民舉槍
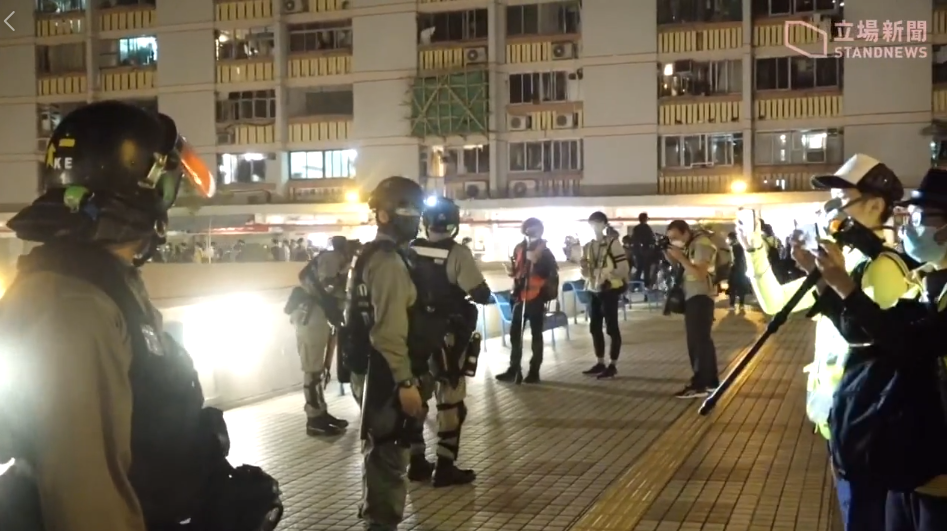
防暴警察在邨內平台
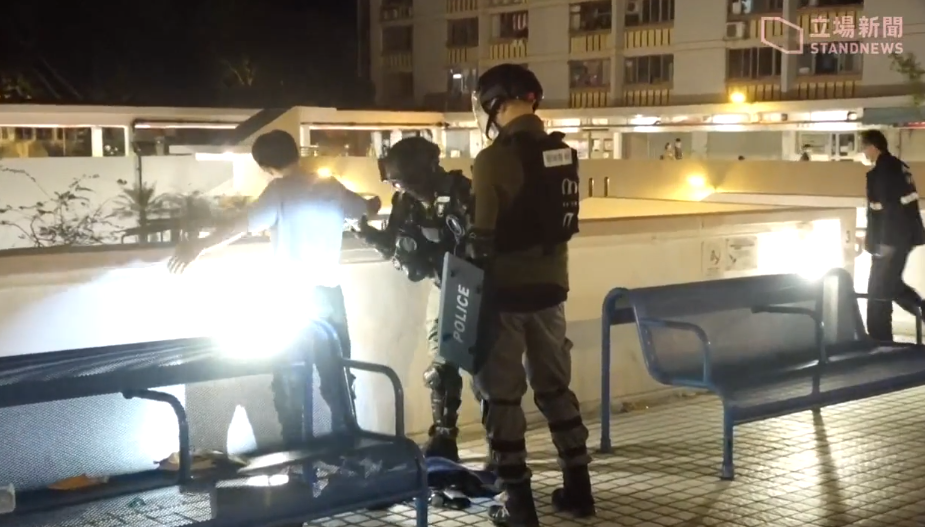
有初中學生被截查
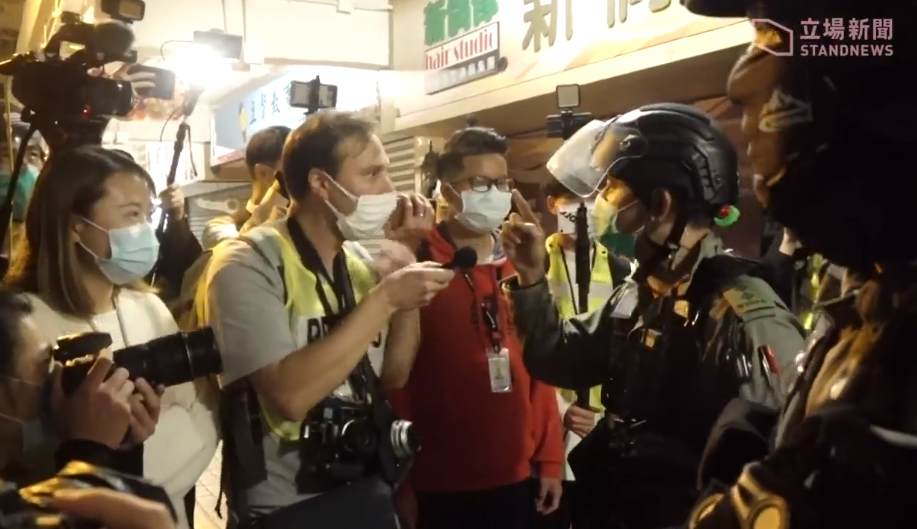
警方行動期間多次阻礙現場記者拍攝，並指罵他們
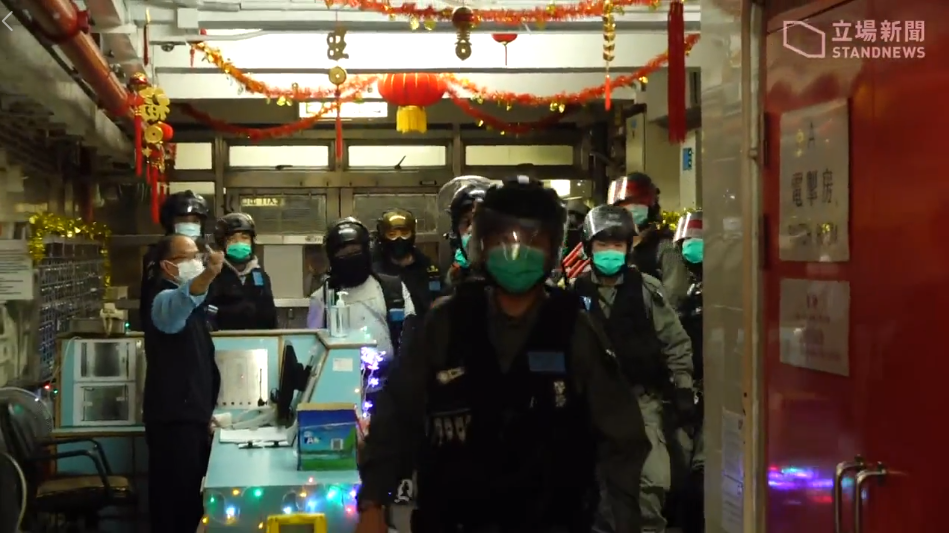
晚上10時許，大批防暴警員進入富仁樓住所範圍內搜查
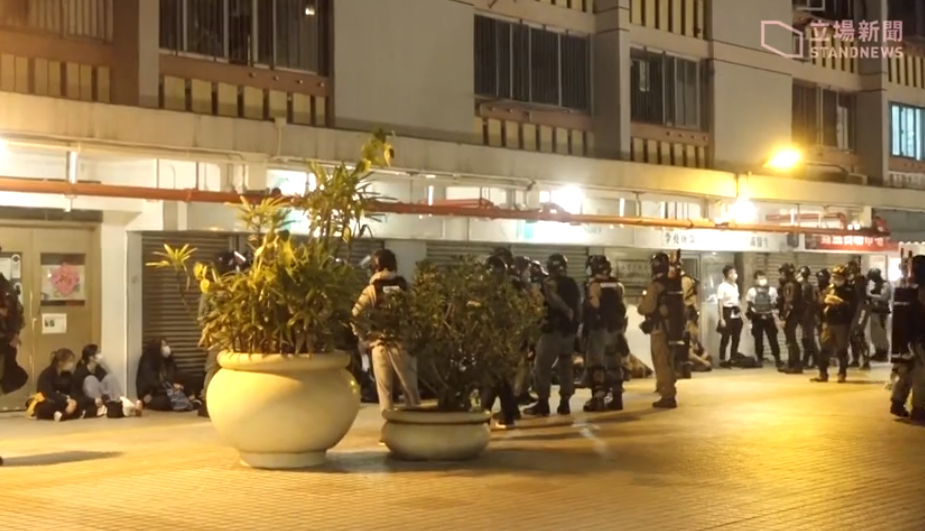
多名年輕街坊在平台被截查，其後被捕